# 矢部村
矢部村（日语：／ Yabe mura */?）是位于福岡縣南部的一個村，屬八女郡。已於2010年2月1日併入八女市。合併前是福岡縣内中人口最少的市町村，也是人口密度最低的。

## 歷史

### 年表
- 1889年4月1日：實施町村制，矢部村隸屬上妻郡。
- 1896年4月1日：上妻郡與下妻郡合併為八女郡。
- 2010年2月1日：與黑木町、立花町、星野村一同併入八女市。

## 外部連結
- （日語） 八女地區１市２町２村合併協議會